# Dadhburzmihr
Dadhburzmihr (noto anche come Dadmihr; ... – 740/741) fu un sovrano indipendente  (ispahbadh) del Tabaristan.

## Biografia
Succedette a suo padre, Farrukhan il Grande, nel 728 e regnò fino alla sua morte avvenuta nel 740/741. Gli succedette il figlio di sei anni, Khurshid, al quale fece da reggente lo zio Farrukhan il Giovane.